# Notopleura pygmaea
Notopleura pygmaea är en insektsart som beskrevs av Vosseler 1902. Notopleura pygmaea ingår i släktet Notopleura och familjen gräshoppor. Inga underarter finns listade i Catalogue of Life.